# 男川站
男川站（日语：／ Otogawa eki */?）是位於愛知縣岡崎市大西町揚枝，屬於名古屋鐵道（名鐵）名古屋本線的鐵路車站。車站編號為

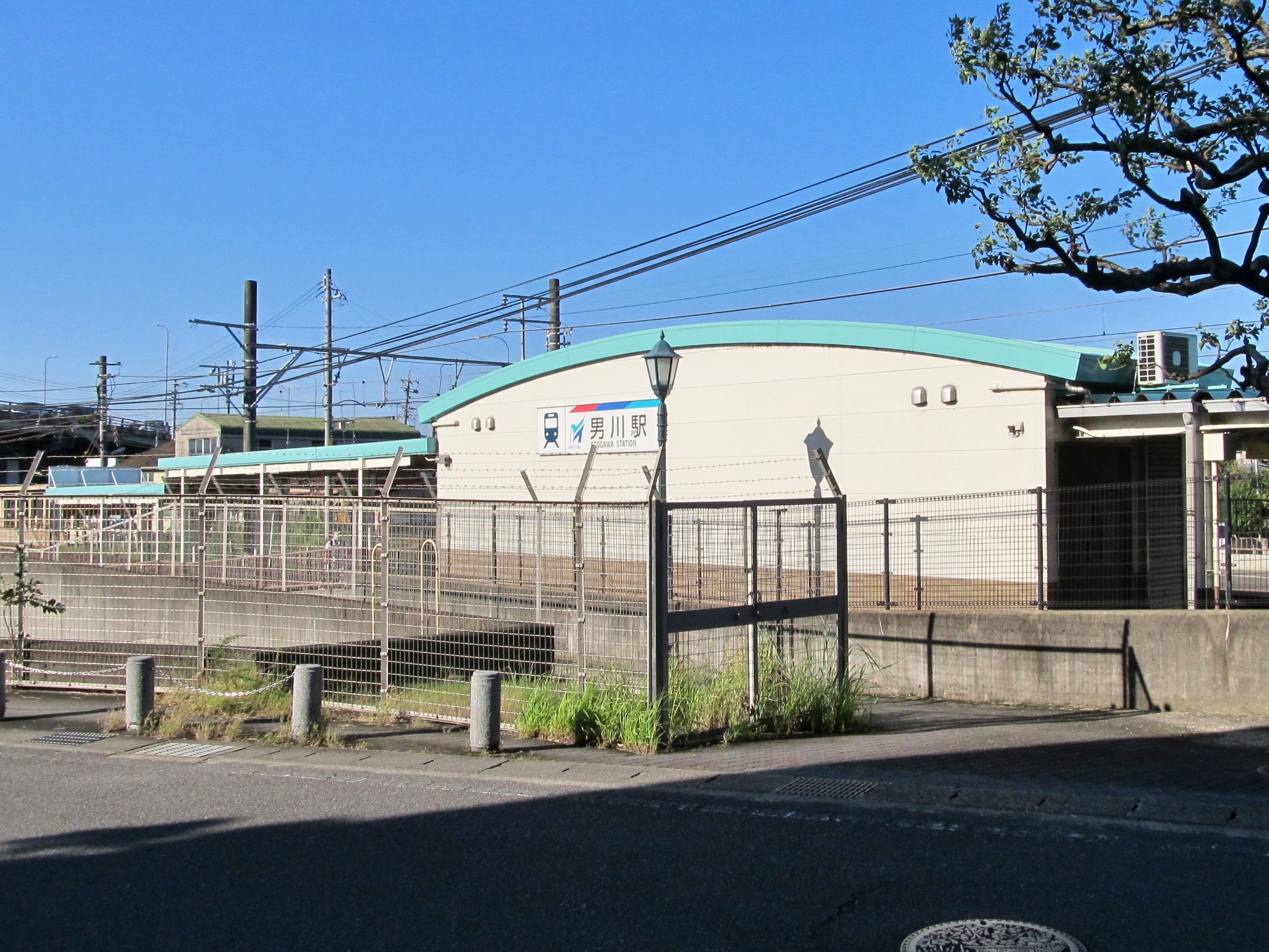
往名古屋方向的站房(2022年9月)

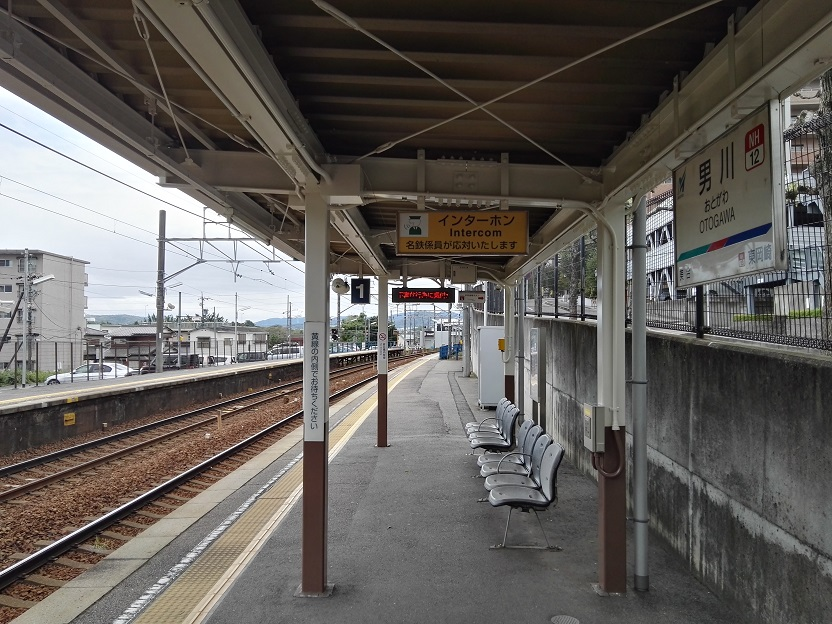
月台(2019年9月)

NH12。

## 車站構造
本站設有2面2線的對向式月台，月台可容納6節車廂。
| 月台 | 路線       | 方向 | 目的地                 |
| ---- | ---------- | ---- | ---------------------- |
| 1    | 名古屋本線 | 下行 | 東岡崎、名鐵名古屋方向 |
| 2    | 名古屋本線 | 上行 | 豐橋、豐川稻荷方向     |

### 配線圖
| ← 豐橋方向      | 男川站 構內配線略圖 | → 東岡崎、 名古屋方向 |
| 图例 参考文献： |                     |                       |

## 利用狀況
- 根據岡崎市統計資料，以下為近年1日平均上下車人次列表[3]：

| 年度               | 1日平均 上下車人次 |
| ------------------ | ------------------ |
| 2012年（平成24年） | 3,306              |
| 2013年（平成25年） | 3,475              |
| 2014年（平成26年） | 3,488              |
| 2015年（平成27年） | 3,756              |
| 2016年（平成28年） | 3,835              |
| 2017年（平成29年） | 4,073              |
| 2018年（平成30年） | 4,387              |

## 相鄰車站
名古屋鐵道
 名古屋本線
□快速特急、■特急、■急行
通過
■急行（一部分列車停靠）、■準急、■普通
美合（NH11）－男川（NH12）－東岡崎（NH13）

## 外部連結
- 男川 - 名古屋鐵道